# Восточноазиатская морская свинья
Восточноазиатская морская свинья (лат. Neophocaena asiaeorientalis) — вид пресноводных зубатых китов из семейства морских свиней (Phocoenidae). Эндемик реки Янцзы в Китае. Красная книга МСОП относит данное млекопитающее к категории «Находящиеся на грани полного исчезновения». По данным Всемирного фонда дикой природы, существует от 1000 до 1800 особей восточноазиатской морской свиньи. В 2017 году было насчитано 1012 особей.
Взрослые особи восточноазиатских морских свиней достигают около 1,9 м в длину.

## Классификация
Ранее восточноазиатскую морскую свинью относили к виду N. phocaenoides. С получением новым сведений по генетике и морфологии, в 2008 году единый вид N. phocaenoides был разделён на N. phocaenoides и N. asiaeorientalis; в 2018 году из N. asiaeorientalis выделили вид N. sunameri.

## Рацион
Рацион может варьироваться в зависимости от сезона и соответствующих миграций рыб. К наиболее распространённой добыче относятся следующие виды рыб: Coilia brachygnathus (Engraulidae), Pseudobrama simoni, Hemiculter bleekeri (Cyprinidae) и Pelteobagrus nitidus (Bagridae).

## Охрана
В историческое время бассейн реки Янцзы населяли только два вида пресноводных китообразных: восточноазиатская морская свинья и китайский речной дельфин (лат. Lipotes vexillifer). Так как последний вид в 2006 году был объявлен функционально вымершим, возможно, морская свинья является единственным пресноводным китообразным Китая.
В районах с самой высокой плотностью морских свиней и их повышенной смертностью были созданы пять природных заповедников.
5 июля 2005 года в дельфинарии Байдзи (Ухань) появилась на свет первая рождённая в неволе восточноазиатская морская свинья.